# Morris Levy

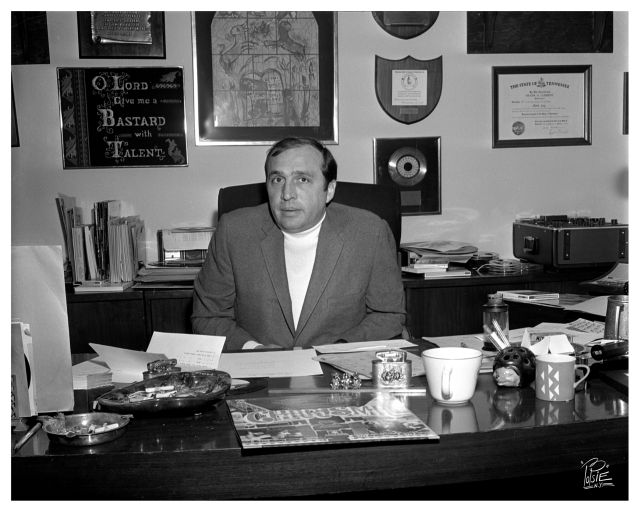
Morris Levy (1969)

Morris Levy (Moishe Levy; * 27. August 1927 in New York; † 21. Mai 1990 in Ghent (New York), Vereinigte Staaten) war in der amerikanischen Musik- und Unterhaltungsbranche tätig und wurde insbesondere bekannt durch seine Verdienste um den Jazz-Club Birdland und die Beteiligung an Schallplattenfirmen wie Roulette Records.

## Biografie
Nach seinem Dienst bei der Marine interessierte Levy sich für die New Yorker Unterhaltungsszene und kaufte einige Nachtclubs in Manhattan. Darunter befand sich der später weltberühmte Jazzclub „Birdland“, der am 15. Dezember 1949 begann und ursprünglich an Nr. 1678 Broadway, nördlich der West 52nd Street in Manhattan lag. Noch im gleichen Jahr übernahm Levy den „Birdland“ von Joseph „Joe the Wop“ Catalano. Während jener Zeit hatte Levy bei den Live-Auftritten darauf zu achten, dass die interpretierten und urheberrechtsgeschützten Stücke bei der Performing Rights Society angemeldet und bezahlt wurden. Dabei lernte er viel über Urheberrechtsfragen und den Wert von Copyrights. Mit diesem Wissen gründete er seinen ersten Musikverlag Patricia Music und veranlasste den Bandleader George Shearing, für den Birdland Jazzclub einen Erkennungssong zu schreiben. Das Ergebnis war das nunmehr klassische „Lullaby of Birdland“ – natürlich verlegt bei Patricia Music.
Im „Birdland“ traten alle wichtigen Interpreten des Jazz und Rhythm and Blues auf, wodurch der Club immer mehr an Attraktivität beim Publikum gewann und zur wichtigsten Einnahmequelle von Levy wurde. Als Discjockey Alan Freed im September 1954 seine „Rock ’n’ Roll Party“ im New Yorker Radiosender WINS erstmals präsentierte, war Levy wiederum zur Stelle und ließ den Ausdruck „Rock ’n’ Roll“ urheberrechtlich schützen. Levy fungierte nachfolgend auch als Promoter der von Alan Freed organisierten Rock-’n’-Roll-Shows im New Yorker Paramount Theatre (Brooklyn).
Als im Dezember 1956 der bereits berühmte Plattenlabelboss George Goldner an Levy herantrat, um eine Finanzierung für das neu zu gründende Plattenlabel Roulette Records zu erhalten, ergriff Levy diese Gelegenheit, als Mitgründer zu fungieren. Zusammen mit Joe Kolsky und Phil Khals halfen sie dem finanzschwachen Goldner bei der Gründung. Nun hatte Levy die ideale Gelegenheit, die illegale Geschäftspraxis der Urheberrechtsregistrierung durchzusetzen, obwohl er keinen eigenen geistigen Beitrag bei der Entstehung eines Werkes geleistet hatte. Beispiele hierfür sind „Why Do Fools Fall In Love“, das der Sänger Frankie Lymon alleine verfasst hatte, „Ya-Ya“ von Lee Dorsey, „My Boy Lollipop“ von Millie und „California Sun“ von den Rivieras. Dem BMI zufolge sind für Morris Levy 339 Kompositionen registriert, es ist jedoch sehr fraglich, ob er geistige Beiträge zur Entstehung dieser Kompositionen geleistet hatte. Die Anzahl der Titel erreicht die Größenordnung professioneller Autoren jener Zeit, deren Tätigkeit auf das Komponieren begrenzt war.
George Goldner musste im März 1957 weitere Labels aus Geldnot verkaufen, Levy erwarb sie, und wurde zu einer der wohlhabendsten und mächtigsten Personen des Plattengeschäfts in New York. Ihm gehörten alsbald eine Vielzahl von Plattenpressen, Vervielfältigungsfirmen für Tonbänder und eine Plattenladen-Kette.
Anfang des Jahres 1973 führte Levy einen vielbeachteten Prozess gegen John Lennon, weil dieser angeblich unerlaubt eine Text-Passage aus Chuck Berrys „You Can’t Catch Me“ für den Beatles-Hit „Come Together“ adaptiert hätte. Der außergerichtliche Vergleich vom 12. Oktober 1973 sah vor, dass Lennon für seine nächste LP drei Songs aus dem Musikkatalog von Levy übernehmen sollte. Im Jahre 1979 tauchte Levy als Hauptfinanzierer des auf Rap spezialisierten Labels Sugar Hill Records auf, das im November 1979 die erste Top-40 Rap-Single „Rapper’s Delight“ der Sugarhill Gang veröffentlichte.
Levy, dem Verbindungen zur Mafia nachgesagt wurden, verkaufte 1989 für mehr als 55 Millionen US-Dollar das Label Roulette Records und seine Verlagsrechte an ein Konsortium EMI/Rhino Records.
Im Mai 1988 wurde Levy wegen Erpressung angeklagt und zu 200.000 US-Dollar Geldstrafe sowie 10 Jahren Gefängnis verurteilt, starb jedoch am 21. Mai 1990, bevor er die Haftstrafe antreten musste.